# Campeonato de Primera División 1934 (Venezuela)
Tras un año de ausencia, la "chamaquera" del Unión SC reapareció y se llevó el título de campeón, mientras que Dos Caminos SC se quedó con el segundo lugar. La inauguración fue el 18 de febrero de 1934 en el campo de San Agustín. Un barco de Inglaterra, el York, llegó al puerto de La Guaira y perdió los dos juegos que disputó frente al Unión Sport Club y Dos Caminos. Durante el receso que hubo del torneo entre marzo y abril, el equipo del estado Miranda (Dos Caminos SC) realizó una gira por Aruba y Curazao.
Además la Asociación Nacional de Fútbol organizó un partido entre la Selección Caracas y el Litoral FC. Los costeros ganaron 2-1 y así fue cómo se dieron a conocer en el ámbito futbolístico de la capital, según reseñó Napoleón Arráiz "El Hermanito", en su libro Caracas y su fútbol de antaño.  
Unión Sport Club

Campeón
2.º título